# صحرا كريمي
صحرا كريمي (الباشتو: ، مواليد 21 مايو 1983) هي مخرجة أفلام أفغانية وأول امرأة تترأس منظمة الأفلام الأفغانية (فيلم أفغاني).   قبل هروبها من أفغانستان خلال خريف 2021 في كابول، كانت المرأة الأولى والوحيدة في أفغانستان الحاصلة على درجة الدكتوراه في السينما وصناعة الأفلام. 

## خلفية عنها
ولدت كريمي ونشأت في طهران،   تلقت تعليمها في سلوفاكيا، [11] وعادت إلى أفغانستان في عام 2012 حيث عاشت وعملت حتى هروبها من البلاد في عام 2021 خلال الخريف. كابول.  حصلت على درجة الدكتوراه في مجال السينما (إخراج وكتابة السيناريو للأفلام الخيالية) من كلية السينما والتلفزيون بأكاديمية الموسيقى والفنون المسرحية في براتيسلافا.  Light Breeze ، فيلم وثائقي صنعته خلال فترة وجودها في الأكاديمية، فاز بجائزة أفضل فيلم روائي قصير في جوائز Sun in a Net.(أعلى جوائز الفيلم في سلوفاكيا). 

## الأعمال
- حافا، مريم، عائشة (2019) [9]
- بارليكا (2016) [10]
- المرأة الأفغانية خلف عجلة القيادة (2009) [9]